# 蔡念祖
蔡念祖（1953年2月14日—），台湾财经要人。

## 經歷
1953年2月14日生于台湾台北，籍貫浙江鄞县。早年毕业于国立台湾大学經濟学係，获得學士学位。后赴美国留学，获得美國芝加哥大學企业管理碩士。
毕业后，留美任职，任美國美商協理證券職員。后由美方公司派驻台湾，历任美國摩根銀行（今为摩根大通集团）在台灣之經理，美商美林證券公司在台灣之副總經理。
后任职于台湾国营财团，历次出任台湾中國人壽副總經理兼投資執行長。
2000年，出任台湾寰宇數位投資公司常務董事。曾任中信投信董事长，和信投資法人代表。2001年，出任中國人壽副董事長，后转任資深顧問。

## 家族
生于台湾财经世家。父亲蔡同屿，台湾财经要人，曾创办台湾证券交易所。母为蒋中正北伐时湖南省省长兼督军赵恒惖之女。兄蔡力行，台湾半导体高科技要人，曾任台灣積體電路製造公司总经理。